# Великие Осняки
Великие Осняки (укр. Великі Осняки) — село в Репкинском районе Черниговской области Украины. Население 227 человек. Занимает площадь 0,64 км². У села берёт начало река Стрижень.
Код КОАТУУ: 7424488602. Почтовый индекс: 15074. Телефонный код: +380 4641.

## Власть
Орган местного самоуправления — Сибережский сельский совет. Почтовый адрес: 15074, Черниговская обл., Репкинский р-н, с. Сибереж, ул. Победы, 15. Тел.: +380 (4641) 4-67-23; факс: 4-67-23.